# Кабияри
Кабияри́ (Cabiuarí, Cabiyarí, Cauyarí, Cuyare, Kabiyarí, Kauyarí, Kawiarí, Kawillary, Kawiyarí) — индейский язык, который принадлежит верхнеамазонской группе аравакской языковой семьи, на котором говорит народ кабияри, который[стиль] проживает в районе реки Кананари (приток рек Апапорис и Ваупес) региона Ваупес в Колумбии.